# 川村結花
川村 結花（かわむら ゆか、1967年1月24日 - ）は、日本のシンガーソングライター、作詞家、作曲家。
ビクターエンタテインメント所属。大阪府大阪市出身、河内長野市育ち。河内長野市立加賀田中学校、大阪府立富田林高等学校、東京藝術大学音楽学部作曲学科卒業。

## 来歴
芸大在学中から早稲田大学モダンジャズ研究会に属しながら、バンド活動を始める。
卒業後SMEオーディションを経て、1994年のSMAPのアルバム『SMAP 005』に「ギョーカイ地獄一度はおいで」という曲を提供して作家活動を開始する。
1995年に東芝EMIからアルバム『ちょっと計算して泣いた』でシンガーソングライターとしてデビューする。東芝EMIには1996年まで所属し、シングル4枚、アルバム2枚を製作する。このころは業界では評価されるが、一般的には無名の状態であった。
1998年にSMAPに提供した「夜空ノムコウ」で音楽ファンから注目を集める（セルフカバーもしている）。同時にエピックレコードに移籍して、2003年現在までシングル11枚、ミニアルバム3枚、アルバム4枚を製作している。2005年にレコード会社をR and Cに移籍、ミニアルバム『a half note』を発売。
またソングライターとして、沢田研二、松たか子、藤井フミヤ、鈴木雅之、NOKKO、渡辺美里、Charなどに楽曲を提供しており、FUNKY MONKEY BABYSへ提供（共作詞・共作曲）した「あとひとつ」で第52回日本レコード大賞の作曲賞を受賞した。
移籍を繰り返しているため、レーベルの垣根を越えたオールタイムベストは発売されていない。また、東芝EMI時代のCDは入手困難である（特にシングル）。
DJでは関西人らしいノリのいい喋りで、音楽と喋りにギャップのあるシンガーソングライターである。

## ディスコグラフィ

### シングル
|      | リリース日     | タイトル                       |
| ---- | -------------- | ------------------------------ |
| 1st  | 1995年1月18日  | あなたを失うことより           |
| 2nd  | 1995年5月24日  | 苗字                           |
| 3rd  | 1996年5月9日   | 「元気で」なんて言わないでね   |
| 4th  | 1996年11月13日 | 一番                           |
| 5th  | 1998年5月21日  | ヒマワリ                       |
| 6th  | 1998年9月9日   | 夜空ノムコウ                   |
| 7th  | 1998年11月21日 | home／遠い星と近くの君         |
| 8th  | 1999年2月20日  | Every Breath You Take          |
| 9th  | 1999年4月29日  | ときめきのリズム               |
| 10th | 1999年9月22日  | Travels                        |
| 11th | 2000年2月19日  | Doors                          |
| 12th | 2001年2月7日   | ファンタジー                   |
| 13th | 2001年6月6日   | Festa                          |
| 14th | 2001年10月24日 | 知らないままじゃなくてよかった |
| 15th | 2002年4月24日  | エチュード〜春盤〜             |
| 16th | 2003年2月19日  | ビューティフル・デイズ         |

### アルバム
|                | リリース日     | タイトル                   | レーベル                 |
| フルアルバム   | フルアルバム   | フルアルバム               | フルアルバム             |
| -------------- | -------------- | -------------------------- | ------------------------ |
| 1st            | 1995年1月18日  | ちょっと計算して泣いた     | 東芝EMI                  |
| 2nd            | 1996年5月29日  | とりあえず朝は来る         | 東芝EMI                  |
| 3rd            | 1999年4月1日   | Lush Life                  | エピックレコードジャパン |
| 4th            | 2000年4月19日  | home again                 | エピックレコードジャパン |
| 5th            | 2001年8月1日   | farewells                  | エピックレコードジャパン |
| 6th            | 2003年3月19日  | around the PIANO           | エピックレコードジャパン |
| 7th            | 2004年6月23日  | native colors              | Station Kids Records     |
| 8th            | 2013年12月4日  | private exhibition         | Boo Fee Records          |
| 9th            | 2017年11月8日  | ハレルヤ                   | GEAEG RECORDS            |
| ミニアルバム   |                |                            |                          |
| 1st            | 2002年8月7日   | オールディーズ〜夏盤〜     | エピックレコードジャパン |
| 2nd            | 2002年10月23日 | 朝焼けの歌〜秋・冬盤〜     | エピックレコードジャパン |
| 3rd            | 2005年11月23日 | a half note                | R and C Ltd.             |
| 4th            | 2015年12月12日 | small wardrobe             | Boo Fee Records          |
| ベストアルバム |                |                            |                          |
| 1st            | 2003年12月3日  | Yuka Kawamura Best “Works” | エピックレコードジャパン |

### 映像作品
|         | リリース日    | タイトル                                         |
| ------- | ------------- | ------------------------------------------------ |
| VHS DVD | 2001年8月22日 | Another Days〜9 Music Videos and A Short Movie〜 |

### 楽曲提供
| リリース日     | 曲名                                                                       | 収録された作品                                                 |                                      |
| -------------- | -------------------------------------------------------------------------- | -------------------------------------------------------------- | ------------------------------------ |
| 1992年8月21日  | Especial Morning                                                           | 浅香唯「joker」                                                | 作曲                                 |
| 1992年11月25日 | Apres un reve                                                              | 設楽りさ子「Prisme」                                           | 作詞・作曲                           |
| 1993年2月1日   | 時計                                                                       | 村瀬由衣「幸せのスケッチ」                                     | 作曲                                 |
| 1994年2月2日   | ギョーカイ地獄いちどはおいで                                               | SMAP「SMAP 005」                                               | 作詞・作曲                           |
| 1994年2月2日   | エピローグ                                                                 | SMAP「SMAP 005」                                               | 作曲                                 |
| 1994年2月25日  | メロンの切り目                                                             | 細川ふみえ「ポチに八つ当たり」                                 | 作曲                                 |
| 1997年5月8日   | くちづけ                                                                   | 鈴木雅之「きみがきみであるために」                             | 作曲                                 |
| 1997年6月25日  | あのとき                                                                   | 久宝留理子「with the best」                                    | 作詞・作曲                           |
| 1998年1月14日  | 夜空ノムコウ                                                               | SMAP「夜空ノムコウ」                                           | 作曲                                 |
| 1998年7月16日  | エンジェル                                                                 | 沢田研二「第六感」                                             | 作曲                                 |
| 1998年7月17日  | ヒマ                                                                       | 守屋里衣奈「ヒマ」                                             | 作曲                                 |
| 1998年7月17日  | SPEAKER                                                                    | 守屋里衣奈「ヒマ」                                             | 作曲                                 |
| 1998年7月23日  | しょうがない人                                                             | 久宝留理子「しょうがない人」                                   | 作曲                                 |
| 1998年10月3日  | わすれな草                                                                 | のっこ「わすれな草」                                           | 作曲                                 |
| 1998年10月3日  | 星のおまつり                                                               | のっこ「わすれな草」                                           | 作曲                                 |
| 1998年12月2日  | 猫の耳たぶ                                                                 | のっこ「ベランダの岸辺」                                       | 作曲                                 |
| 1998年12月2日  | アメージング                                                               | のっこ「ベランダの岸辺」                                       | 作曲                                 |
| 1999年3月31日  | The night of Leonid                                                        | Char「I'm gonna take this CHANCE」                             | 作曲                                 |
| 1999年8月21日  | SO LONG                                                                    | 鈴木雅之「SO LONG」                                            | 作詞・作曲                           |
| 1999年10月8日  | Somewhere                                                                  | ともさかりえ「rie tomosaka best」                              | 作詞・作曲                           |
| 1999年11月20日 | Moonlight magic                                                            | 藤井フミヤ「Moonlight Magic」                                  | 作曲                                 |
| 1999年11月20日 | ときめきのリズム                                                           | 藤井フミヤ「Moonlight Magic」                                  | 作曲                                 |
| 2000年2月9日   | I'll believe the look in your eyes                                         | 坂本美雨「I'll believe the look in your eyes」                 | 作曲                                 |
| 2000年9月13日  | 月からの秋波                                                               | 沢田研二「耒タルベキ素敵」                                     | 作曲                                 |
| 2000年10月25日 | a bird                                                                     | 松たか子「優しい風」                                           | 作曲                                 |
| 2001年3月14日  | コイシイヒト                                                               | 松たか子「コイシイヒト」                                       | 共作詞・作曲                         |
| 2001年9月27日  | STILL RAIN                                                                 | 相川七瀬「The Last Quarter」                                   | 作曲                                 |
| 2002年3月20日  | いないと                                                                   | 矢野顕子「reverb」                                             | 共作詞                               |
| 2003年2月19日  | バニラアイス                                                               | 松たか子「home grown」                                         | 作詞・作曲                           |
| 2003年7月16日  | Love                                                                       | 藤岡正明「Portrait」                                           | 作曲                                 |
| 2003年11月19日 | 君でいっぱい                                                               | 藤岡正明「Kirisame」                                           | 作詞・作曲                           |
| 2004年12月1日  | ソリすべり                                                                 | 大嶽香子「THE WINTER ALBUM～piano session～」                  | 共編曲 共プロデュース サポートピアノ |
| 2004年12月1日  | ALL I WANT FOR CHRISTMAS IS YOU                                            | 大嶽香子「THE WINTER ALBUM～piano session～」                  | 共編曲 共プロデュース サポートピアノ |
| 2004年12月1日  | ママがサンタにキスをした＆ウインター・ワンダーランド〜オリジナルメドレー〜 | 大嶽香子「THE WINTER ALBUM～piano session～」                  | 共編曲 共プロデュース サポートピアノ |
| 2004年12月1日  | 「流転の王妃・最後の皇弟」〜メインテーマ〜                                 | 大嶽香子「THE WINTER ALBUM～piano session～」                  | 共編曲 共プロデュース サポートピアノ |
| 2004年12月1日  | 瞳をとじて                                                                 | 大嶽香子「THE WINTER ALBUM～piano session～」                  | 共編曲 共プロデュース サポートピアノ |
| 2004年12月1日  | 戦場のメリークリスマス                                                     | 大嶽香子「THE WINTER ALBUM～piano session～」                  | 共編曲 共プロデュース サポートピアノ |
| 2004年12月1日  | AMAZING GRACE                                                              | 大嶽香子「THE WINTER ALBUM～piano session～」                  | 共編曲 共プロデュース サポートピアノ |
| 2004年12月1日  | 最初から今まで                                                             | 大嶽香子「THE WINTER ALBUM～piano session～」                  | 共編曲 共プロデュース サポートピアノ |
| 2004年12月1日  | I say a little prayer                                                      | 大嶽香子「THE WINTER ALBUM～piano session～」                  | 共編曲 共プロデュース サポートピアノ |
| 2004年12月1日  | 雪が降る町                                                                 | 大嶽香子「THE WINTER ALBUM～piano session～」                  | 共編曲 共プロデュース サポートピアノ |
| 2004年12月1日  | THE ROSE                                                                   | 大嶽香子「THE WINTER ALBUM～piano session～」                  | 共編曲 共プロデュース サポートピアノ |
| 2004年12月1日  | 君がくれた日（piano session KW004）                                        | 大嶽香子「THE WINTER ALBUM～piano session～」                  | 共編曲 共プロデュース サポートピアノ |
| 2004年12月8日  | ATOKATA                                                                    | 藤木直人「COLORMAN」                                           | 作詞・作曲                           |
| 2005年6月1日   | 月下美人                                                                   | ji ma ma「でいご／月下美人」                                   | 作詞・作曲                           |
| 2006年2月22日  | 明日は明日                                                                 | Skoop On Somebody「Pianoforte」                                | 作詞・作曲                           |
| 2006年7月19日  | 君の歌                                                                     | 藤木直人「Life goes on」                                       | 作詞・作曲                           |
| 2006年9月6日   | 愛のミナモト                                                               | イーフェイ「All My Words」                                     | 作詞・作曲                           |
| 2006年9月27日  | 青い鳥                                                                     | 渡辺美里「青い鳥」                                             | 作曲                                 |
| 2007年2月21日  | あの日、桜の下                                                             | クミコ「十年」                                                 | 作詞・作曲                           |
| 2007年4月4日   | 心はひとつ                                                                 | 江原啓之「愛の詩」                                             | 作曲                                 |
| 2007年7月4日   | ココロ銀河                                                                 | 渡辺美里「ココロ銀河」                                         | 作曲                                 |
| 2007年7月4日   | また、明日                                                                 | 渡辺美里「ココロ銀河」                                         | 作詞・作曲                           |
| 2007年10月10日 | 星の記憶                                                                   | 藤木直人「Tuning Note」                                        | 作詞                                 |
| 2007年10月24日 | Oh, Yes                                                                    | 藤木直人「Reverse」                                            | 作詞・作曲                           |
| 2008年2月27日  | 流れる雲よりもはやく                                                       | 松下奈緒&清水原小学校6年2組「流れる雲よりもはやく」            | 作詞・作曲                           |
| 2008年11月5日  | 優しい赤                                                                   | 福原美穂「優しい赤」                                           | 作詞・作曲                           |
| 2009年1月7日   | アイツムギ                                                                 | 城南海「アイツムギ」                                           | 作詞・作曲                           |
| 2009年2月18日  | 桜                                                                         | FUNKY MONKEY BABYS「桜」                                       | 共作詞・共作曲                       |
| 2009年3月4日   | Still Gold                                                                 | 鈴木雅之「Still Gold」                                         | 作詞・作曲                           |
| 2009年3月11日  | サヨナラ                                                                   | カラーボトル「サヨナラ」                                       | 共作詞・作曲                         |
| 2009年7月22日  | ひかりさすみち                                                             | 城南海「白い月」                                               | 作詞・作曲                           |
| 2009年9月9日   | 空が空                                                                     | 中孝介「空が空」                                               | 作詞・作曲                           |
| 2009年11月18日 | 明日へ                                                                     | FUNKY MONKEY BABYS「ヒーロー／明日へ」                         | 共作詞                               |
| 2010年5月12日  | 大切                                                                       | FUNKY MONKEY BABYS「大切」                                     | 共作詞・共作曲                       |
| 2010年5月12日  | キラキラ                                                                   | FUNKY MONKEY BABYS「大切」                                     | 共作詞・共作曲                       |
| 2010年7月14日  | 温泉に行こう                                                               | やもり「あなたと歌おう」                                       | 共作詞                               |
| 2010年8月4日   | あとひとつ                                                                 | FUNKY MONKEY BABYS「あとひとつ」                               | 共作詞・共作曲                       |
| 2011年5月25日  | 星の果て                                                                   | 観月ありさ「SpeciAlisa」                                       | 作詞・作曲                           |
| 2011年6月8日   | それでも信じてる                                                           | FUNKY MONKEY BABYS「それでも信じてる／ラブレター」             | 共作詞・共作曲                       |
| 2011年7月12日  | すべての一日を愛してる                                                     | 渡辺美里「セレンディピティー」                                 | 作曲                                 |
| 2011年9月14日  | おかえりがおまもり                                                         | 坂本冬美「おかえりがおまもり」                                 | 作詞・作曲                           |
| 2011年11月16日 | LOVE SONG                                                                  | FUNKY MONKEY BABYS「LOVE SONG」                                | 共作詞・共作曲                       |
| 2012年2月8日   | 君に逢いたかった                                                           | ナオト・インティライミ「君に逢いたかった」                     | 共作詞                               |
| 2012年7月11日  | Welcome home                                                               | SCANDAL「太陽スキャンダラス」                                  | 作詞・作曲                           |
| 2012年8月22日  | forget-me-not 〜ワスレナグサ〜                                             | FLOWER「forget-me-not 〜ワスレナグサ〜」                       | 作詞                                 |
| 2014年2月26日  | ルナ・レガーロ 〜月からの贈り物〜                                          | 城南海「綾蝶 〜アヤハブラ〜」                                  | 作詞                                 |
| 2014年2月26日  | 夢待列車                                                                   | 城南海「綾蝶 〜アヤハブラ〜」                                  | 作詞・作曲                           |
| 2014年2月26日  | ヒカリあれ                                                                 | 城南海「綾蝶 〜アヤハブラ〜」                                  | 作詞・作曲                           |
| 2015年11月4日  | アカツキ                                                                   | 城南海「尊々加那志 〜トウトガナシ〜」                          | 作詞・作曲                           |
| 2015年11月4日  | アイゆえに                                                                 | 城南海「尊々加那志 〜トウトガナシ〜」                          | 作詞・作曲                           |
| 2018年8月8日   | 夜空にきらめく花                                                           | はちみつロケット 「花火と漫画とチョコと雨」（初回限定盤Aのみ） | 作曲                                 |
| 2021年9月4日   | がんばろ、ね。                                                             | 島谷ひとみ「LoveSong 〜My song for you〜」                     | 作詞・作曲                           |
| 2022年9月21日  | 恋してた                                                                   | MILLEA『Still Alive』                                          | 作詞・作曲                           |
| 2023年2月15日  | YOU                                                                        | FUNKY MONKEY BΛBY'S「YOU」                                     | 作詞・作曲                           |

### 参加楽曲
| リリース日    | 曲名   | 収録された作品                                   |
| ------------- | ------ | ------------------------------------------------ |
| 2008年9月24日 | ラルゴ | Various Artists「Sirius〜Tribute to UEDA GEN〜」 |

### タイアップ
| 曲名                           | タイアップ                                                 |
| ------------------------------ | ---------------------------------------------------------- |
| 「元気で」なんて言わないでね   | 関西テレビ「爆笑BOOING」エンディングテーマ                 |
| 一番                           | 関西テレビ「ひと・街・夢」テーマソング                     |
| 遠い星と近くの君               | 大塚製薬「ホット・ポー」CMソング                           |
| Every Breath You Take          | NHK教育「YOU & ME ふたり」オープニングテーマ               |
| ときめきのリズム               | 日本コカ・コーラ「コカ・コーラ」CMソング                   |
| マイルストーン                 | 神戸国際会館オープニング・キャンペーンソング               |
| Doors                          | テレビ東京系ドラマ「貯まる女」主題歌                       |
| ファンタジー                   | テレビ朝日系ドラマ「京都迷宮案内」主題歌                   |
| Festa                          | スローラーナー配給映画「RUSH!」主題歌                      |
| 知らないままじゃなくてよかった | NTTドコモ東北「らくらくフォン」CMソング                    |
| エチュード                     | テレビ東京系ドラマ「女と愛とミステリー」エンディングテーマ |
| 夕日が沈んだら                 | ハウス食品「シチューミクス」CMソング                       |

## かつて出演していたラジオ番組
- PARKSIDE JAM （1995年 - 1996年、α-STATION）
- MAGICAL STREAM （1996年 - 1998年、α-STATION）
- Boomim' Shovel （1998年、α-STATION）
- 森永乳業presents 川村結花のヒーリング・ヴィーナス（2002年 - 2006年、TOKYO-FM）
- 川村結花のスーパーリーチ・パラダイス（FM福岡）